# شينغو

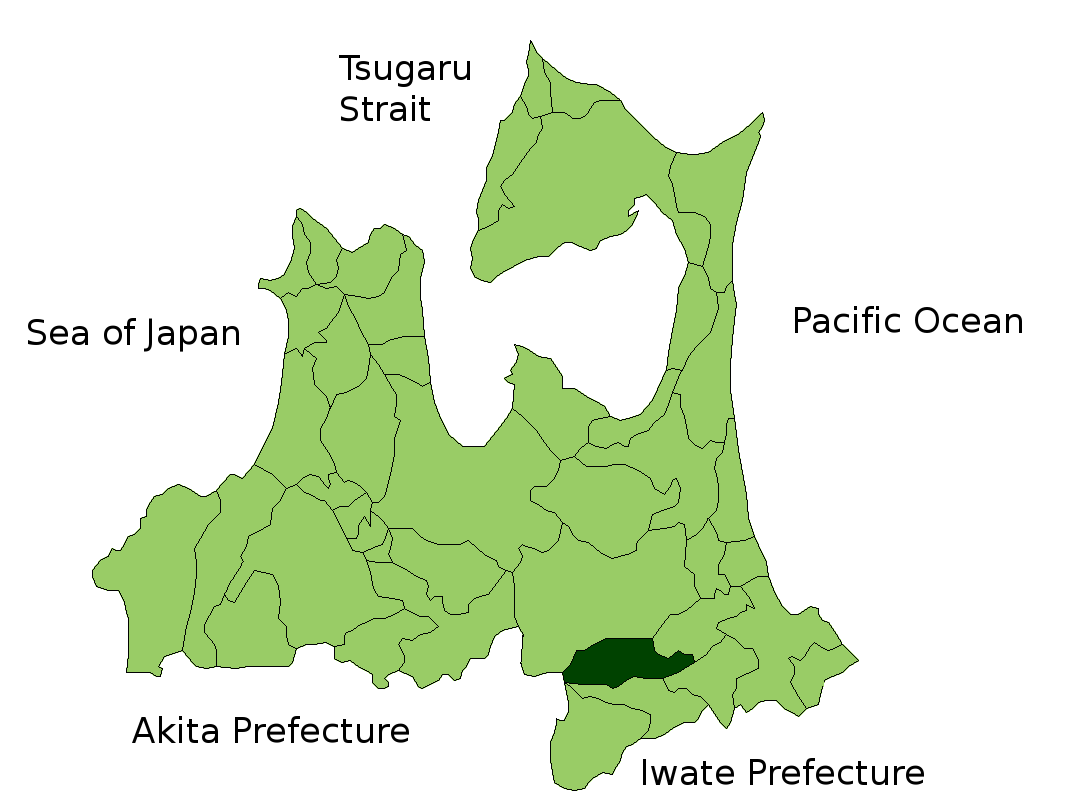
محافظة آموموري

شينغو (باليابانية: 新郷村) هي قرية في محافظة آوموري، اليابان. تسمى أيضا «بيت المسيح» (باليابانية: キリストの里) لانها تدعي انها المثوى الأخير ليسوع. حسب الفلكور المحلي لم يمت يسوع على الصليب في فلسطين بل مات أخوه ايسوكيري بدله على الصليب بينما هرب يسوع عبر سيبيريا وألاسكا حتى وصل إلى شينغو في اليابان. أصبح فلاحا في القرية وتزوج وخلف عائلة ودفن في «قبر يسوع» الموجود في القرية. ليس هناك دليل يبرهن صحة هذا الادعاء ومع ذلك قام بعض المستثمرين بإقامة محلات لبيع هدايا تذكارية عن يسوع إلى السياح. وفي قبر آخر في القرية هناك اذن أخي يسوع وشعر للعذراء مريم. بدات هذه الدعاوى 1933 عندما اكتشفت اوراق قديمة تتكلم عن موت يسوع في اليابان وانها تشهد له. صادرت السلطات اليابانية هذه الاوراق ولم يشاهدها أحد بعد ذلك